# CATEGORY T.T.
CATEGORY T.T.（カテゴリー・ティーティー）は、CROSS FMが放送していたラジオ番組。通称は「T.T.」。放送時間は毎週月曜から金曜の16:00-19:00（10月-3月の半年間は18:55）。放送期間は2004年4月から2008年9月30日。天神岩田屋新館にある局のサテライトスタジオ「天神きらめき通りスタジオ」からの公開生放送。

## 概要
- 番組コンセプトは「大人のエンターテイメントプログラム」。
- 番組名の「T.T.」とは「Tenjin の Toggy」という意味である。
- 2004年4月に「天神きらめき通りスタジオ」がオープンしたことに伴い、それまで朝のワイド番組「DIGITAL MORNING DRIVE」「CROSS MORNING SHOW GOOD MORNING DMD」を担当していたTOGGYの担当枠を夕方に移して開始。
- 当初1年間の正式な番組タイトルは「CROSS EVENING SHOW CATEGORY T.T.」だったが、2年目以降はこのタイトルに変更された。
- 番組のコンセプトが「大人の隠れ場」となっていることもあり、ヒット曲のほかに、ボサノヴァやラウンジ・ミュージックなども多くオンエアされていた。

## ナビゲーター
- TOGGY

### 過去にTOGGY休暇時のピンチヒッター
- 後藤心平（当初1年、TOGGY休演時のほとんどのピンチヒッターを務めた）
- 山本真理子
- ルーシー
- 立山律子
- ナオト
- 八木徹 - 2006年5月まで毎週第3火曜日にTOGGYが休演していたこともあり（テレビ西日本「ミッドナイトショッピング」収録のため）、その時のピンチヒッターは大概八木であった。
- さとうともやす
- TOM G
- MASAKI (DJ)

## 主なコーナー
※以下のコーナーは番組終了時に放送されていたコーナー。
- T.T.JOURNAL
  - 発行されたばかりの西日本新聞の夕刊から気になる話題を紹介（そのため西日本新聞社がスポンサーとなっている。なお、西日本新聞社は開局当時からこの時間帯のコーナースポンサーを務めている）。夕刊の中の記事の一つについては西日本新聞の取材記者と電話を繋ぎ、事の真相を聞き出している。
  - また、このコーナーの中で「ENTERTAINMENT」として芸能ニュースも紹介。
- ムジカ・デ・クイズ（2007年4月-）
  - 音楽クイズ。16:50頃にイエローカードに書かれた楽器生演奏・物真似での朗読・スリーソングクイズ（違う3曲を同時に放送してそのうち1曲を当てる）で問題を出題。
  - 17:20頃に締め切り、18:30頃に答え合わせをする。
  - 必ず正解を送らなければいけないということはなく、「ナイスアンサー」として正解とこじつけた内容のボケ回答を送ってもいいようになっている（実際、この中でTOGGYがウケたものについては繰上げ正解となり、プレゼントの抽選に追加されるが、ボケカブリは不正解となる）。また毎週金曜日のみ、「ナイスアンサー」の中からも正解者とは別にプレゼント当選枠が設けられる。
  - 「ナイスアンサー」を送ってくる常連リスナーには、放送エリア内の地名と著名人の名前を掛けたラジオネームで投稿して来る者が多く、そのたびにTOGGYが物真似で読んでいる。
  - 「DIGITAL MORNING DRIVE」（以下「DMD」と略）、「CROSS MORNING SHOW GOOD MORNING DMD」にあったコーナータイトルと同じではあるが、内容的には前身の「抽奨音楽問題（チョウジャン・インニュエ・ウェンティー）」をそのまま引き継いだ面が強くなっている。ただし「ナイスアンサー」紹介時のBGMは、この時と同様のものが使用されている。
- タイムアタック（月曜-木曜）
  - 「クイズタイムショック」に範を取る。1分間に10問の問題に次々に答え、間違った時点で終了。元々前身番組であった「DMD」で人気だったコーナーで、T.T.スタートにより一時休止していたものの、TOGGYの希望により復活したという経緯がある。
  - 1問目は必ず「TOGGYさん」が正解となる問題となっている（基本的にTOGGYの近況）。その後は今日のニュースを中心に出題される（そのため、参加者はT.T.JOURNALをよく聴いておく事が必要となる）。
  - 全問正解すると「海外旅行」がプレゼントされる（ことになっている）。
- スピリチュアルアタック（金曜）
  - 「アタックチャンス」に替わる新コーナー。2007年10月からスタート。TOGGY扮する美輪トギ宏が自身に関するクイズを出題し、リスナーが電話で答える。回答の前に、美輪さんがスピリチュアル力を使い、リスナーについてのことを当ててみせる。
- 北九州 CITY BOX
  - レポーターの松本みき（月〜水）、鶴田弥生（木・金）が北九州市の話題を紹介する。2005年3月まではルーシーとチェルシーが交代で、2005年4月〜2006年3月までの月〜水は野田やすこが担当していた。（鶴田は2005年4月から木・金を担当）また毎週、鶴田担当時のみでポッドキャストが公開されている。
- T.T.SPORTS
  - スポーツの話題を紹介。王監督のコメントはTOGGYが物真似で紹介する。
- T.T.LOUNGE
  - ゲストコーナー。TOGGYとゲストが架空のラウンジで雑談するという設定付けがされている。以前は架空の空港のラウンジでゲストと雑談するという設定だった。
  - 基本的には当日の放送や局の公式サイトでゲストが発表される。ただ、ゲストが大物になると「登場まで秘密」という形が取られる。
  - 現在、水曜日と木曜日は岩田屋がスポンサーとなっており、コーナーの最後にTOGGYが岩田屋のインフォマーシャルを紹介する。
- T.T.STYLE
  - インフォマーシャル。番組の合間に挟まれる。

## 期間限定のコーナー
- 明日への伝言板
  - 毎年10月から翌年3月まで放送。番組の1コーナーという形になっているが、TOGGYが番組を18:55で締めているために事実上独立した番組のようになっている。

## 過去のコーナー
- T.T.BUSTERS
  - TOGGYの「手下」であるさとうともやすやたすまんによる中継コーナー。
  - さとうはこれを機に局のナビゲーターオーディションを受け、現在同局ナビゲーターの一人となっている。
- SNOW FREAKS
  - スキーシーズンに放送。福岡から行きやすい西中国地方のスキー場の最新情報を伝えた。
  - このコーナーのジングルで「SNOW FREAKS」と叫んでいたのは、同局のナビゲーターだった永松ケンシである。
- 抽奨音楽問題（チョウジャン・インニュエ・ウェンティー、-2007年3月）
  - 「ムジカ・デ・クイズ」の前にあったコーナー。
  - 音楽クイズ。おみくじで決まった楽器をTOGGYが生演奏（もしくは物真似での朗読）で問題を出題。
  - 2006年4月-9月の間、放送時に紹介出来なかった「ナイスアンサー」と番組からのお知らせを収録したポッドキャスト「TOGGY'S PODCAST」が配信され、一時期ダウンロードランキングで上位20位に食い込んだこともあった。こちらにはTOGGYの他、ディレクターのたすまん、AD2人が登場し4人で進行した。
- アタックチャンス（金曜）
  - 「パネルクイズ アタック25」に範を取る。小玉潔（「ちっちゃい玉のきよしさん」と紹介、元ネタは児玉清）さんの進行で、ある人物や都市名などを第六感を使って答える。正解者には針灸治療に招待（そのため、電話に出たリスナーには「ハリ挑戦権獲得」と言っている）。
  - 基本的に第六感任せであり、正解が時にかなり意表を突いていることもあり、難易度は高い。